# Komi-Permiacy

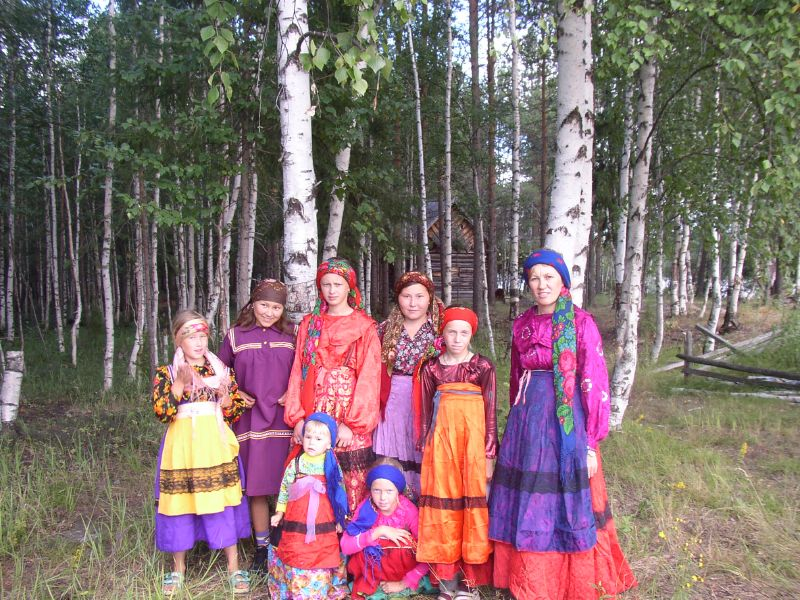
Komi-Permiacy

Komi-Permiacy – lud ugrofiński zamieszkujący wschodnią część Europy, głównie wchodzący w skład rosyjskiego Kraju Permskiego.
Istnieją spory, czy Komi-Permiacy to odrębny naród, czy jedynie grupa etniczna w obrębie Komiaków. Sprawa ta w nauce nie jest ostatecznie rozstrzygnięta, także wśród samych Komiaków i Komi-Permiaków nie ma w tej kwestii jednomyślności. Obie grupy ludu Komi, tj. żyjący na północy Komiacy (zwani też, dla lepszego odróżnienia od drugiej grupy Komi-Zyrianami) oraz zamieszkujący tereny na południu Komi-Permiacy posiadają bardzo zbliżoną kulturę i język; także nazwa własna obu grup jest identyczna (Komi lub Komis), stąd dla odróżnienia południową część tego ludu dookreślana jest poprzez dodanie cząstki Permiacy, pochodzącej od największego miasta na ich dawnych terenach – Permu.
Nie jest także definitywnie rozstrzygnięte, czy używany przez te dwie grupy język komi to dwa dialekty tego samego języka, czy też odrębne języki. Język (lub dialekt) komi używany przez Komiaków właściwych określa się mianem języka komi lub języka (dialektu) komi-zyriańskiego, zaś język (dialekt) Komi-Permiaków nazywany jest komi-permskim.
Rosyjskie spisy powszechne rozróżniają te dwa narody, i spis z 2010 r. wykazał, iż w Rosji żyje 94 456 Komi-Permiaków.